# Millénium 3 : La Reine dans le palais des courants d'air
Pour les articles homonymes, voir Millenium.
Série Millénium
Millénium 2 : La Fille qui rêvait d'un bidon d'essence et d'une allumette
(2009)
Pour plus de détails, voir Fiche technique et Distribution.
Millénium 3 : La Reine dans le palais des courants d'air (Luftslottet som sprängdes) est un film suédois réalisé par Daniel Alfredson et sorti en 2009. Adapté du roman homonyme de Stieg Larsson, c'est la troisième suite de Millenium.

## Synopsis
Pendant la convalescence de Lisbeth Salander à l'hôpital, Mikael Blomkvist continue toujours son enquête pour enfin trouver qui, dans les services de l'État, veut nuire à Lisbeth et pourquoi.

## Fiche technique
- Titre français : Millénium 3 : La Reine dans le palais des courants d'air
- Titre original : Luftslottet som sprängdes
- Réalisation : Daniel Alfredson
- Scénario : Jonas Frykberg et Ulf Ryberg, d'après le roman La Reine dans le palais des courants d'air de Stieg Larsson
- Direction artistique : Jan Olof Ågren, Maria Håård
- Costumes : Cilla Rörby
- Photographie : Peter Mokrosinski
- Musique : Jacob Groth
- Production : Jon Mankell
- Sociétés de production : Yellow Bird Films et Sveriges Television pour la Suède, Nordisk Film pour le Danemark, Zweites Deutsches Fernsehen (ZDF) pour l'Allemagne
- Distribution :  États-Unis Music Box Films,  France UGC,  Suède Nordisk Film
- Budget : 120 000 000 SEK
- Pays de production :  Suède, coproduit par le  Danemark et l' Allemagne
- Langue originale : suédois
- Format : couleur • 1.85:1 • 35mm - Dolby Digital
- Durée : 198 minutes
- Dates de sortie :
  - Suède, Norvège et Danemark : 27 novembre 2009
  - Québec : 30 avril 2010
  - Belgique : 19 mai 2010
  - France : 28 juillet 2010

## Distribution
- Michael Nyqvist (VF : Pierre-François Pistorio ; VQ : Marc-André Bélanger) : Mikael Blomkvist
- Noomi Rapace (VF : Julie Dumas ; VQ : Catherine Proulx-Lemay) : Lisbeth Salander
- Lena Endre (VF : Pauline Larrieu ; VQ : Nathalie Coupal) : Erika Berger
- Annika Hallin (VF : Anne Le Youdec ; VQ : Lisette Dufour) : Annika Giannini
- Jacob Ericksson (VF : Franck Capillery ; VQ : François Trudel) : Christer Malm
- Sofia Ledarp (VF : Julie Cavanna ; VQ : Émilie Bibeau) : Malou Erikson
- Anders Ahlbom Rosendahl (VF : Serge Blumenthal ; VQ : Jacques Lavallée) : Docteur Peter Teleborian
- Mikael Spreitz (VF : Michel Vigné) : Ronald Niedermann
- Georgi Staykov (VF : Patrick Messe ; VQ : Guy Nadon) : Alexander Zalachenko
- Mirja Turestedt (VF : Laurence Mongeaud ; VQ : Mélanie Laberge) : Monica Figuerola
- Niklas Falk (VF : Régis Lang ; VQ : Jean-Luc Montminy) : Edklinth
- Hans Alfredson (VF : Michel Bedetti) : Evert Gullberg
- Lennart Hjulström (VF : Georges Claisse ; VQ : Hubert Gagnon) : Fredrik Clinton
- Jan Holmquist (VF : Jean Roche) : Hallberg
- Niklas Hjulström (VF : Jérôme Keen ; VQ : Frédéric Desager) : Ekström
- Johan Kylén (VF : Philippe Vincent) : l'inspecteur Jan Bublanski
- Tanja Lorentzon (VF : Isabelle Miller) : Sonja Modig
- Donald Högberg (VF : Patrick Osmond) : Jerker Holmberg
- Magnus Krepper (VF : Bruno Choel) : Hans Faste
- Michalis Koutsogiannakis (VF : Philippe Dumond) : Dragan Armanskij
- Aksel Morisse (VF : Pierre Tessier ; VQ : Patrice Dubois) : Docteur Anders Jonasson
- Carl-Åke Eriksson (VF : Patrick Raynal) : Bengt Janeryd
- Jacob Nordenson (VF : Alain Choquet) : Bertil Wadensjö
- Peter Andersson (VF : Vincent Grass ; VQ : Pierre Chagnon) : Nils Bjurman
- Sanna Krepper (VF : Isabelle Ganz) : Susanne Linder
- Tomas Köhler (VF : Philippe Bozo) : Plague
- Per Oscarsson (VF : Jean Lescot) : Holger Palmgren
- Johan Holmberg : Sandberg
- Rolf Degerlund (VF : Hervé Caradec) : Georg Nyström
- Ylva Lööf : Domare
- Pelle Bolander (VF : Boris Rehlinger) : Sonny Nieminen
- Nicklas Gustavsson (VF : Jean-Alain Velardo) : Waltari
- Aida Gordon : Sjuksköterska
- Ismet Sabaredzovic : Miro Nikolic
- Hamidja Causevic : Tomi Nikolic
- Theilla Blad : Lisbeth Salander, jeune

Source et légende : version française (VF) sur AlloDoublage. Version québécoise (VQ) sur Doublage Québéc 

## Accueil

### Accueil critique
Sur l'agrégateur américain Rotten Tomatoes, le film récolte 54 % d'opinions favorables pour 132 critiques. Sur Metacritic, il obtient une note moyenne de 60⁄100 pour 31 critiques.
En France, le site Allociné propose une note moyenne de 3,1⁄5 à partir de l'interprétation de critiques provenant de 14 titres de presse.